# Большой Чаган
Большо́й Чага́н (каз. Үлкен Шаған) — село в Байтерекском районе Западно-Казахстанской области Казахстана. Административный центр Кушумского сельского округа. Находится примерно в 37 км к юго-востоку от села Перемётное. Код КАТО — 274441100.

## История
Станица Чаганская входила во 2-й Лбищенский военный отдел Уральского казачьего войска. В 18-м томе «Полного географического описания нашего отечества» (1903 г.) под редакцией В. П. Семёнова есть упоминание о Большом Чагане: «Посёлок лежит на одной из стариц Урала. Основан он в 50-х годах XVIII столетия как казачий форпост; теперь это небольшое поселение, имеющее школу и лавки».
Осенью 1773 года, во время Крестьянской войны под предводительством Емельяна Пугачёва, через Чаганский форпост проходил отряд повстанцев, собиравший на попутных форпостах и хуторах сторонников. Ночью 18 сентября 1773 года в ставку Емельяна Пугачёва, разбитую близ Чаганского форпоста, прибыл Забир Карамуллин, посланник хана Нуралы, вручил Пугачёву ханские подарки и вступил в переговоры относительно оказания военной помощи восставшим.
Во время Гражданской войны в районе Большого Чагана проходили ожесточённые бои. Посёлок был с трёх сторон опоясан сплошной линией окопов, следы которых сохранились до наших дней. В двухэтажном кирпичном здании (бывшем доме купца Шахова) в 1919 году располагался штаб 25-й Чапаевской дивизии.

## Население
В 1999 году население села составляло 1571 человек (734 мужчины и 837 женщин). По данным переписи 2009 года в селе проживали 1562 человека (755 мужчин и 807 женщин).